# هيدي هيتكامب
هيدي هيتكامب (بالإنجليزية: Heidi Heitkamp)‏ واسمها الحقيقي ماري كاثرين هيتكامب (بالإنجليزية: Mary Kathryn Heitkamp)‏ هي سياسية ومحامية وسيدة أعمال أمريكية من الحزب الديمقراطي ولدت في يوم 30 أكتوبر 1955 في قرية بريكنريدج في مينيسوتا. أكملت دراسة القانون في جامعة داكوتا الشمالية. شغلت منصب مسؤولة ضرائب ولاية داكوتا الشمالية من سنة 1986 إلى سنة 1992 وثم شغلت منصب وزيرة عدل الولاية من سنة 1992 إلى سنة 2000. في سنة 2013 انتخبت كعضوة في مجلس الشيوخ الأمريكي لتكون أول ديمقراطية تمثل الولاية في مجلس الشيوخ. بقيت في منصبها حتى سنة 2019 حيث خسرت منصبها أمام كيفن كريمر.